# U᷄
U᷄, appelé U macron-aigu, est un graphème utilisé dans les écritures du kissi du Sud ou du zapotèque de l’Isthme.
Il s'agit de la lettre U diacritée d'un macron-aigu.

## Utilisation
Le u macron-aigu est utilisé dans l’orthographe du zapotèque de l’Isthme utilisée  et proposée par Desiderio de Gyves Ruiz et Manuel López Mateos en 2018.

## Représentations informatiques
Le u macron-aigu peut être représenté avec les caractères Unicode suivants :
- décomposé (latin de base, diacritiques)[1],[2] :

| formes    | représentations | chaînes de caractères | points de code | descriptions                                      |
| --------- | --------------- | --------------------- | -------------- | ------------------------------------------------- |
| capitale  | U᷄               | U◌᷄                    | U+0055 U+1DC4  | lettre majuscule latine u diacritique macron-aigu |
| minuscule | u᷄               | u◌᷄                    | U+0075 U+1DC4  | lettre minuscule latine u diacritique macron-aigu |